# Amblin'
Amblin' es un cortometraje de 26 minutos de duración, escrito y dirigido por Steven Spielberg en 1968. Se estrenó el 18 de diciembre de ese año, aunque no en salas comerciales, día en que Spielberg cumplía 22 años. Es, en cierto modo, el cortometraje que inició la brillante carrera que el director empezaría a desempeñar pocos años después, y hasta la actualidad, en el mundo del cine. El título significa "caminar sin prisa".[cita requerida]

## Argumento
La historia está protagonizada por un chico (Richard Levin) y una chica (Pamela McMyler), muy jóvenes, que hacen autoestop por el desierto, hasta California, sin que ninguno de los dos pronuncie una sola palabra. Es una historia de amor durante la era hippie de finales de los años '60. La película usa el silencio como recurso, pero se acompaña de una guitarra acústica como banda sonora de principio a fin. La chica cree que el hombre es un hippie y por eso le insinúa probar drogas y tener sexo en un saco de dormir. Luego de la escena que alude a las relaciones sexuales, ambos llegan a una playa paradisíaca, donde el personaje de Levin realiza diversas travesuras con su tabla de surf, momento en el que la chica aprovecha para revisar el estuche de la guitarra de él. Se desilusiona al encontrar diversos objetos que no relacionan de ninguna forma a su acompañante con el hippie que ella creía que era, por lo que termina abandonándolo.

## Producción
Después de conocer a George Lucas en 1967, y como les ha ocurrido a otros aprendices de directores, Spielberg también consiguió su mejor trabajo como autor aficionado gracias al mecenazgo. El benefactor de Spielberg, Dennis Hoffman, le prestó su dinero a cambio de que el director primerizo accediera a colocar su nombre en la película terminada, para su presentación en el Segundo Festival Internacional de Atlanta. Su productor era propietario de una cadena de tiendas especializadas en óptica y le entregó $10.000 dólares para la realización de Amblin'. El corto dura 26 minutos y fue rodado en 35 milímetros y en color.
Spielberg contó con la ayuda de Michael Lloyd, autor de la banda sonora, y con Allen Daviau, en la iluminación y montaje. La película se rodó durante los fines de semana y, según los que la han visto, los resultados asombraron a todos porque el film no era propio de un aficionado, sino que tenía una apariencia técnica totalmente profesional.

## Repercusión
La película ganó el premio a Mejor Cortometraje en el Festival de Atlanta. Aquel formato le permitió a Spielberg obtener su primer contrato en la industria, gracias a Chuck Silvers, un amigo suyo que lo presentó a Sid Sheimberg, el responsable de la sección televisiva de Universal. Sheimberg quedó tan impresionado por sus cualidades que le ofreció un contrato por siete años, con la promesa implícita de que le permitiría pasar al cine profesional si sus esperanzas de buen funcionamiento se cumplían.